# 枝川站 (日本)

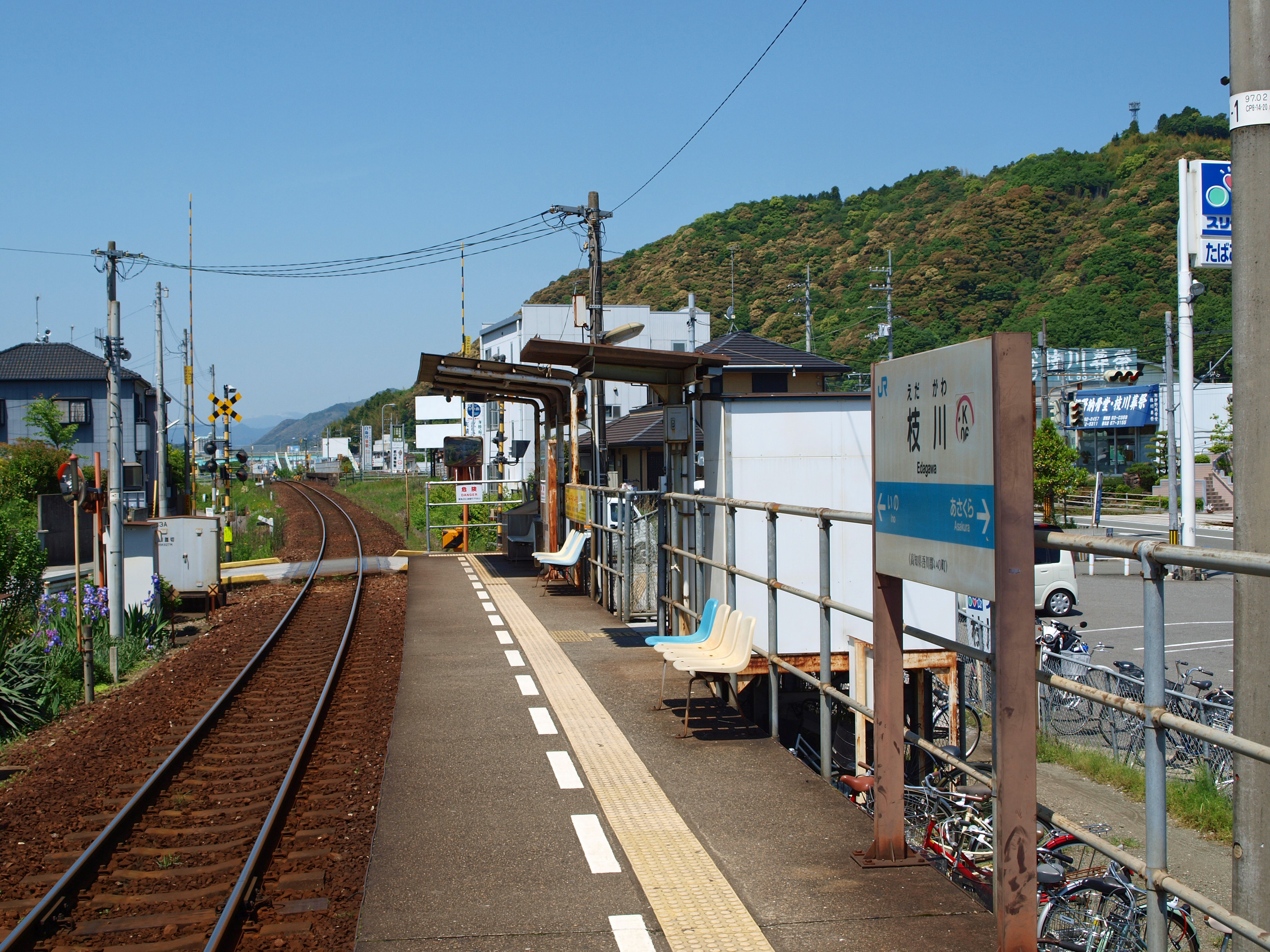
往伊野方向的月台(2010年5月)

枝川站（日语：／ Edagawa eki */?）是一位於日本高知縣吾川郡伊野町枝川、隸屬於四國旅客鐵道（JR四國）的鐵路車站。車站編號為K06。於1986年開設，作為高知市及附近市郊居民的通勤之，現時只停靠普通列車。
由旭站至伊野站為止的土讚線，與土佐電氣鐵道的伊野線並行，本站和位於東北方土佐電氣鐵道的枝川站相距不足100米。

## 車站結構
由於日本國鐵最末期時所加設的通勤車站，因此採用簡易車站棤式，不設有站舍，在月台上則設有自動售票機發售短距離車票。
設有側式月台1個，只提供1面1線設計，屬於單線雙程路段，列車不能交換。另外因月台闊度較窄，出入月台和車站的無障礙斜道設於月台後方向伊予站。而月台上除了放置了售票機外，就只有兩個設有上蓋的候車亭和數排等候的座椅。
列車停靠時，向高知方向為左側開門；往伊野方向為右側開門。

### 月台配置
| 路線    | 方向     | 目的地               |
| ------- | -------- | -------------------- |
| ■土讚線 | （下行） | 伊野、須崎、窪川方向 |
| ■土讚線 | （上行） | 高知、土佐山田方向   |

## 歷史
- 1986年11月1日：車站以臨時乘降場的名義開業
- 1987年4月1日：日本國鐵分割民營化，車站的營運由JR四國繼承，同時昇格為車站。

## 相鄰車站
四國旅客鐵道（JR四國）
■土讚線
朝倉（K05）－枝川（K06）－伊野（K07）